# Bradley Byrne
Bradley Roberts Byrne (Mobile, Alabama, 16 de febrero de 1955) es un político, abogado y profesor estadounidense. Entre 2014 y 2021 representó al 1.° distrito congresional de Alabama en la Cámara de Representantes de los Estados Unidos.

## Biografía

### Educación y carrera
Obtuvo el bachiller universitario en letras en la Universidad Duke y luego su juris doctor en la Universidad de Alabama. Tras finalizar sus estudios superiores, comenzó a trabajar como abogado en el sector privado.
Su primera incursión política fue cuando resultó elegido como miembro de la Junta de Educación de Alabama. 
Entre 2003 y 2007 fue miembro del Senado de Alabama, representando al 32.° distrito del estado. En este último año fue canciller del Sistema de Colegios Comunitarios de Alabama, hasta que renunció en el 2009 para postularse en las primaras republicanas de 2010 para ser candidato a gobernador de Alabama. Acabó perdiendo las primarias contra el candidato Robert J. Bentley, quien acabó logrando ser gobernador del estado.

### Cámara de Representantes
En 2013 ganó la elección especial convocada para representar al 1.º distrito congresional de Alabama en la Cámara de Representantes de los Estados Unidos, en sucesión de Jo Bonner.
También se ha postulado a las primarias republicanas para las Elecciones al Senado de los Estados Unidos de 2020 con intención de representar a Alabama, pero finalmente fue derrotado en la primera ronda de las primarias por los candidatos Tommy Tuberville y Jeff Sessions.

#### Asignaciones de Comité
- Comité de Servicios Armados
  - Subcomité de Fuerzas estratégicas
  - Subcomité de Fuerzas Marítimas y de Proyección
- Comité de Educación y Trabajo
  - Subcomité de Protección de la Fuerza Laboral
- Comité de Reglas de la Cámara